# Sphyrnidae
Gli squali martello sono un gruppo di squali che formano la famiglia Sphyrnidae, così chiamata per la struttura insolita e distintiva delle loro teste, che sono appiattite ed estese lateralmente in una forma a martello. Appartenenti all'ordine Carcharhiniformes, la maggior parte delle specie di squali martello sono collocate nel genere Sphyrna, mentre lo squalo alato è collocato nel proprio genere, Eusphyra. Molte funzioni diverse, ma non necessariamente si escludono a vicenda, sono state postulate per la loro testa, inclusa la ricezione sensoriale, le manovre e la manipolazione della preda. La testa conferisce allo squalo una visione binoculare superiore e una percezione della profondità.
Gli squali martello si trovano nelle acque più calde lungo le coste e sulle piattaforme continentali di tutto il mondo. A differenza della maggior parte degli squali, alcune specie di squali martello di solito nuotano nei banchi costieri durante il giorno, diventando cacciatori solitari di notte.

## Etimologia
Il nome scientifico della famiglia e del principale genere, Sphyrna, deriva dal greco σφυρί, sphyrí (martello).

## Distribuzione e habitat
Gli squali martello sono diffusi, secondo le specie, nell'Atlantico e nell'Indo-Pacifico, dove prediligono acque costiere. Il più grande banco di squali martello, circa trecento esemplari, popola il mare della Colombia nel patrimonio UNESCO dell'isola Malpelo.

## Descrizione

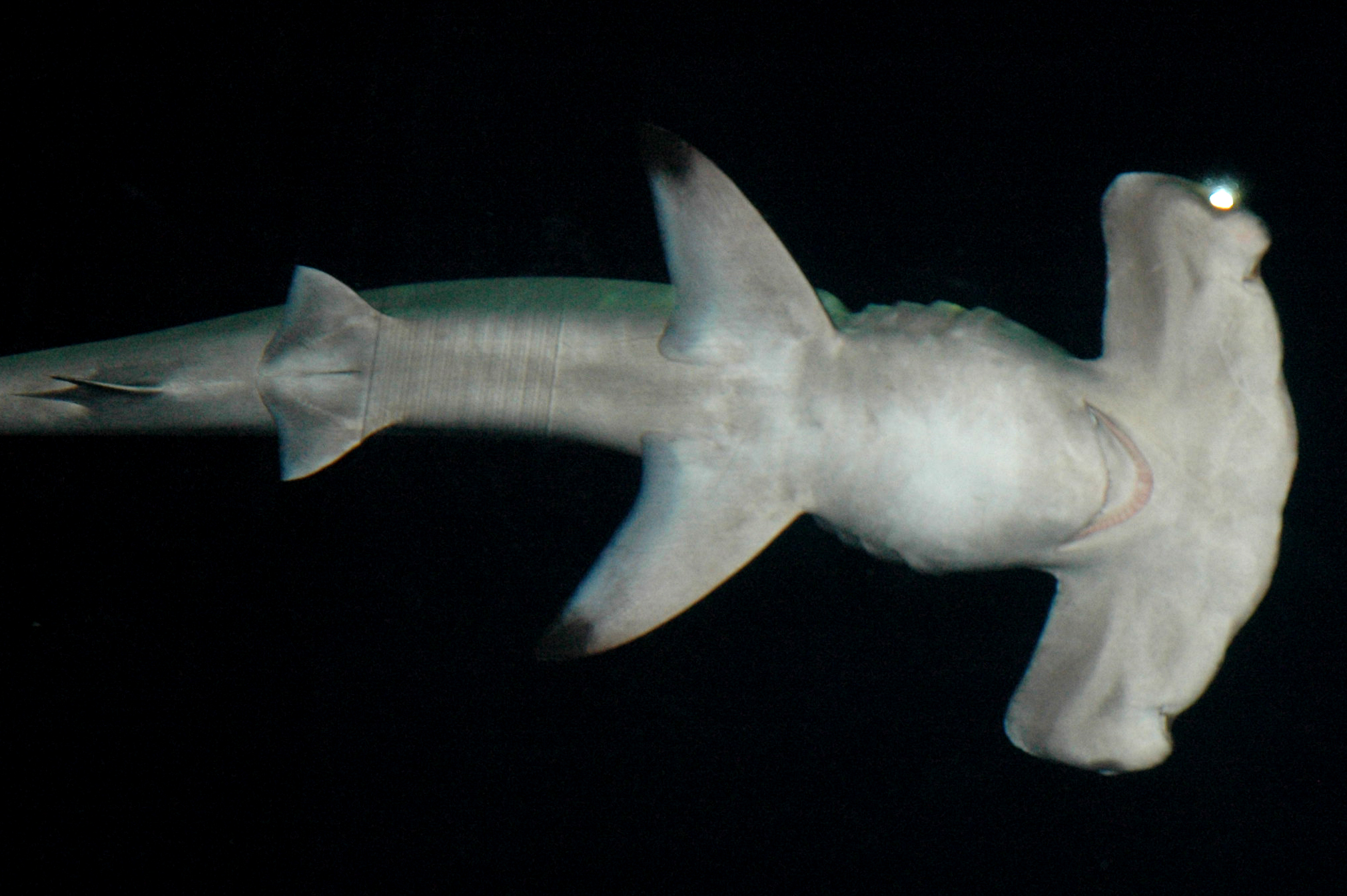
Testa di Sphyrna lewini

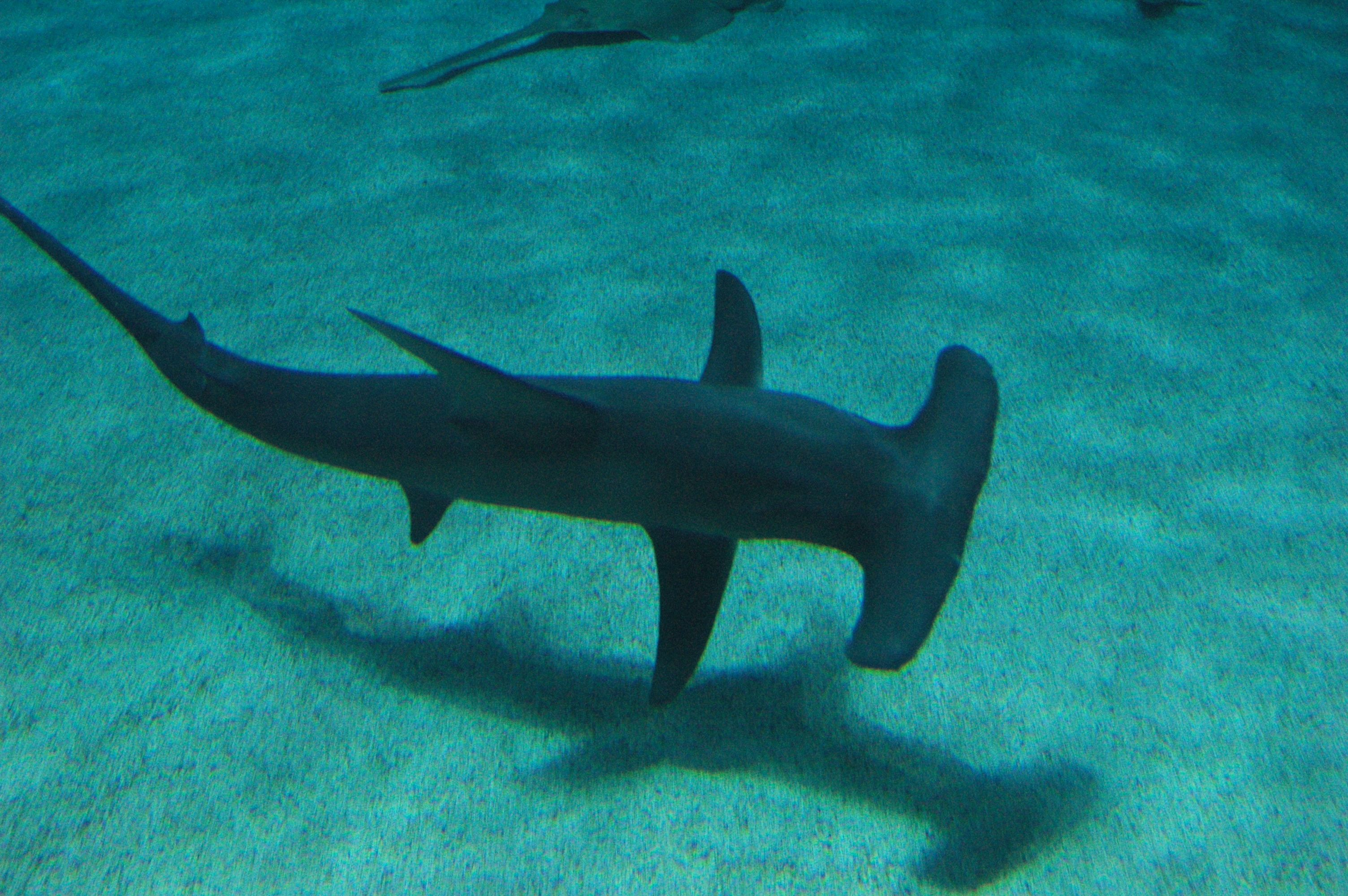
Sphyrna mokarran

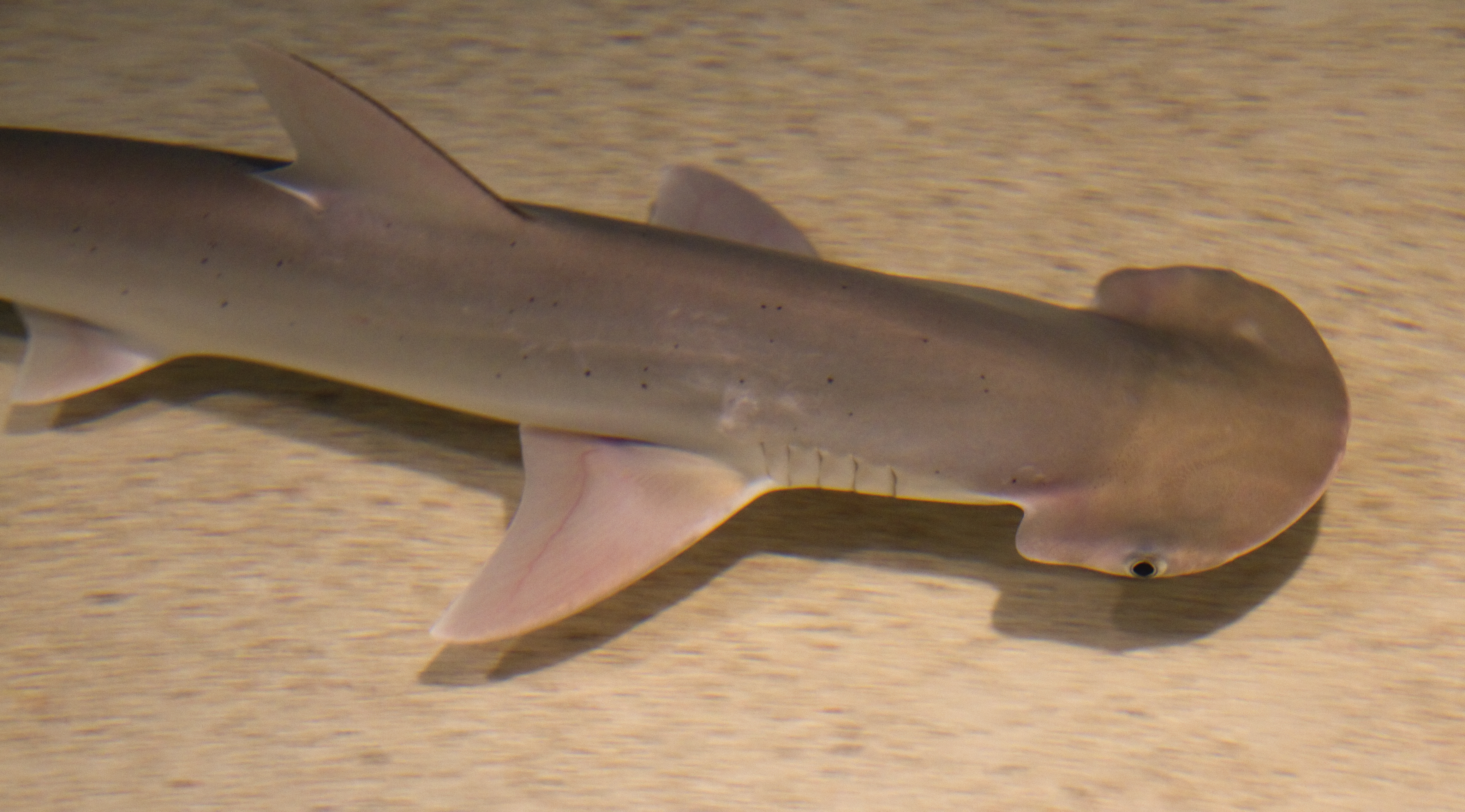
Sphyrna tiburo

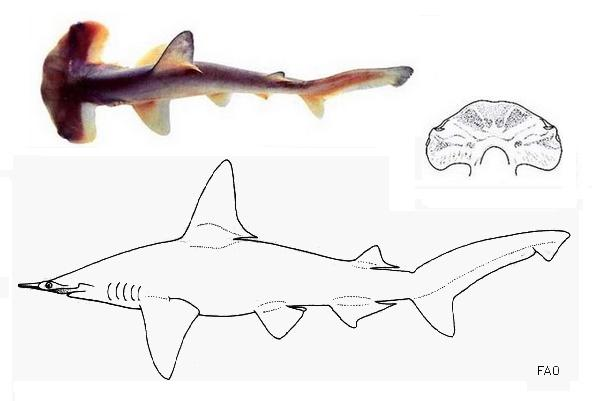
Sphyrna tudes

Le 9 specie di squali martello hanno una protuberanza ai lati della testa a forma di martello. Gli occhi dello squalo sono all'estremità dell'estensione e quindi gli permettono una vista a 360 gradi. Per lungo tempo si è pensato che lo scopo della testa fosse di agire come un'ala, dando maggiore manovrabilità all'animale e permettendogli di compiere veloci svolte senza perdere stabilità, anche se sembra che questa capacità sia assicurata piuttosto dalle vertebre. Questa ipotesi sembra al momento essere stata scartata, mentre sembra invece che la testa schiacciata e ampia migliori la capacità di localizzazione elettrica; l'intera struttura è infatti ricca di ampolle di Lorenzini, che permettono all'animale di orientarsi per mezzo del campo magnetico terrestre e di individuare campi elettrici emessi da altri organismi viventi: il muso a martello conferisce allo squalo una maggiore superficie, incrementando di 10 volte la sua capacità di ricezione rispetto a quella degli squali dalla testa affusolata, consentendo loro di captare segnali elettrici deboli fino a un mezzo milionesimo di volt.
Nonostante le ipotesi, la natura e l'utilità della testa a martello dello squalo rimane tutt'oggi un mistero irrisolto per biologi e zoologi di tutto il mondo.
Le dimensioni delle 10 specie tuttora conosciute possono variare parecchio: un Eusphyra blochii adulto può misurare fino ai 186 cm di lunghezza, mentre lo Sphyrna mokarran (lo squalo martello maggiore) può superare i 4 metri di lunghezza e i 350 kg di peso.

## Riproduzione
L'accoppiamento negli squali martello è un momento complicato, dove il maschio morde e trattiene con violenza la femmina fino a quando essa non gli si concede.

La fecondazione è interna: nell'ambiente marino questo permette una minor dispersione di sperma e ovuli e quindi una maggiore efficienza riproduttiva.

Lo sviluppo degli embrioni è sostenuto inizialmente dal tuorlo dell'uovo. Quando questo si esaurisce, il sacco vitellino si trasforma in una pseudo-placenta, analoga a quella dei mammiferi, attraverso la quale la madre fornisce nutrimento fino alla nascita. La gestazione dello squalo martello richiede un anno e permette alla femmina di partorire 12-15 piccoli.
Gli squaletti vengono partoriti già formati e lasciati liberi poche ore dopo il parto. Nel ventre della madre è comune che uova non fecondate o piccoli senza vita siano mangiati dagli altri fratelli per garantire la loro sopravvivenza.

## Alimentazione
Si nutrono di pesci, molluschi e crostacei. Fa eccezione S. tiburo, che si nutre di alghe (costituiscono circa il 60% della dieta), di piccoli pesci e crostacei.

## Specie
La famiglia comprende 10 specie, suddivise in due generi:
- Genere Eusphyra
  - Eusphyra blochii
- Genere Sphyrna
  - Sphyrna corona
  - Sphyrna couardi
  - Sphyrna gilberti
  - Sphyrna lewini
  - Sphyrna media
  - Sphyrna mokarran
  - Sphyrna tiburo
  - Sphyrna tudes
  - Sphyrna zygaena